# Iberia Líneas Aéreas de España

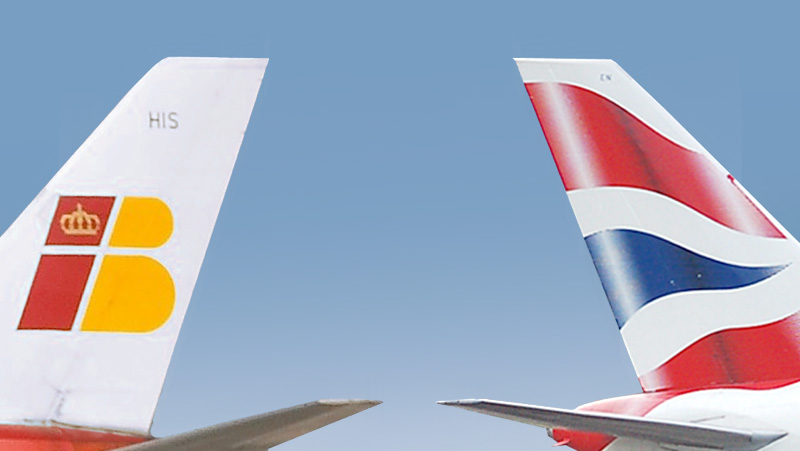
Iberia fuseerde in 2010 met British Airways

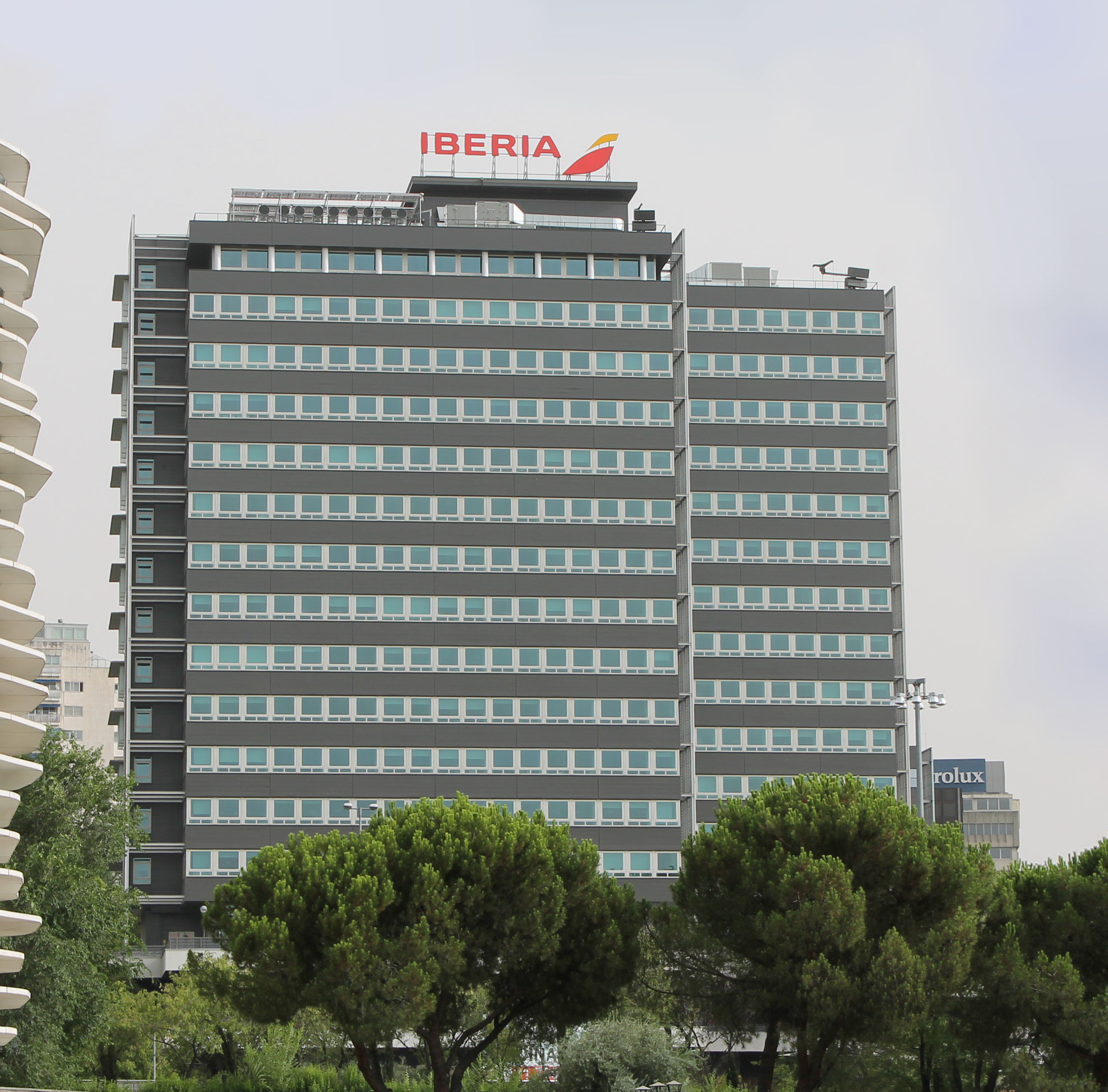
Het hoofdkantoor van Iberia

Iberia Líneas Aéreas de España, afgekort als Iberia, is de nationale luchtvaartmaatschappij van Spanje, met de thuisbasis in Madrid. Iberia Airlines bedient een internationaal netwerk van bestemmingen vanaf de luchthaven Madrid-Barajas. Veel regionale vluchten worden uitgevoerd door Air Nostrum onder Iberia-vluchtnummer.
Iberia fuseerde in 2010 met British Airways. De fusiemaatschappij draagt de naam International Airlines Group en is de qua inkomsten de op twee na grootste luchtvaartmaatschappij ter wereld.

## Geschiedenis
In 2002 vierde Iberia haar 75-jarig bestaan van haar oprichting op 27 juni 1927, waarmee het een van de oudste luchtvaartmaatschappijen is ter wereld. De eerste vlucht vond plaats op 14 december 1927 tussen Madrid en Barcelona met koning Alfonso XIII van Spanje als passagier. Gedurende deze 75 jaar hebben bijna 500 miljoen mensen met Iberia gevlogen, waarmee het in de top 5 van grootste Europese luchtvaartmaatschappijen staat. Iberia is marktleider op routes vanuit Spanje naar de rest van Europa en van Europa naar Latijns-Amerika.
Na 16 maanden onderhandelen kwamen op 12 november 2009 de bestuurders van British Airways en Iberia een fusie overeen. Beide bedrijven blijven onder eigen merknaam vliegen. Het nieuwe bedrijf, IAG, werd na de fusie de derde luchtvaartmaatschappij van Europa, niet ver achter Lufthansa en Air France-KLM en wereldwijd de zesde. De bedrijven verwachtten samen efficiënter te kunnen opereren, deze schaal- en kostenvoordelen werden geschat op circa 400 miljoen euro na vijf jaar.
In november 2019 werd bekend dat Iberia de Spaanse branchegenoot Air Europa wil overnemen. Iberia is bereid 1 miljard euro te betalen om daarmee meer vluchten op routes tussen Europa en Latijns-Amerika en het Caribisch gebied aan te bieden. Iberia rekent op aanzienlijke synergievoordelen in termen van kosten en omzet. De transactie wordt naar verwachting in de tweede helft van 2020 afgerond, na de gebruikelijke goedkeuringen van aandeel- en toezichthouders.

## Vloot
De vloot van Iberia bestond in januari 2024 uit volgende toestellen:
| Vliegtuig       | Totaal | Bestellingen | Passagiers | Passagiers | Passagiers | Passagiers | Opmerking                |
| Vliegtuig       | Totaal | Bestellingen | B          | P          | E          | Totaal     | Opmerking                |
| --------------- | ------ | ------------ | ---------- | ---------- | ---------- | ---------- | ------------------------ |
| Airbus A319-100 | 6      | 0            | Var        | –          | Var        | 141        | –                        |
| Airbus A319-100 | 6      | 0            | 14         | –          | 108        | 122        | –                        |
| Airbus A320-200 | 13     | 0            | 18         | –          | 144        | 162        | EC-NFZ met Oneworld logo |
| Airbus A320neo  | 17     | 0            | 18         | –          | 162        | 180        | –                        |
| Airbus A321-200 | 11     | 0            | 50         | –          | 124        | 174        | –                        |
| Airbus A321-200 | 11     | 0            | 24         | –          | 184        | 208        | –                        |
| Airbus A321XLR  | 0      | 8            | n.b.       | n.b.       | n.b.       | n.b.       | –                        |
| Airbus A330-200 | 14     | 0            | 19         | –          | 269        | 288        | –                        |
| Airbus A330-300 | 8      | 0            | 36         | –          | 242        | 278        | –                        |
| Airbus A330-300 | 8      | 0            | 29         | 21         | 242        | 292        | –                        |
| Airbus A350-900 | 21     | 2            | 31         | 24         | 293        | 348        | –                        |
| Totaal          | 90     | 10           |            |            |            |            |                          |

## Fotogalerij

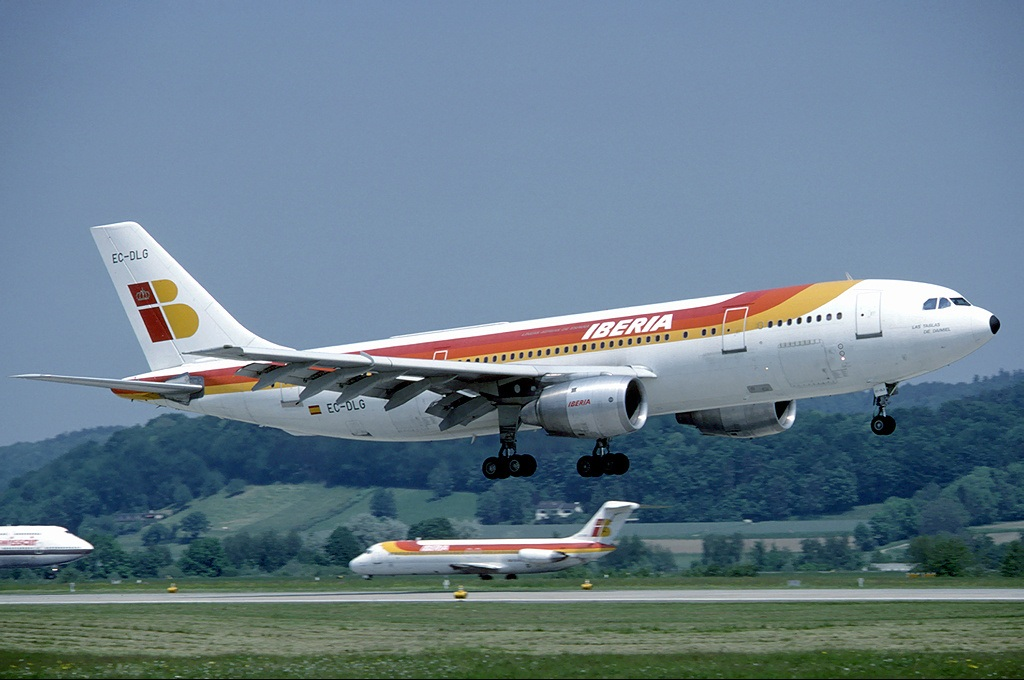
Airbus A300
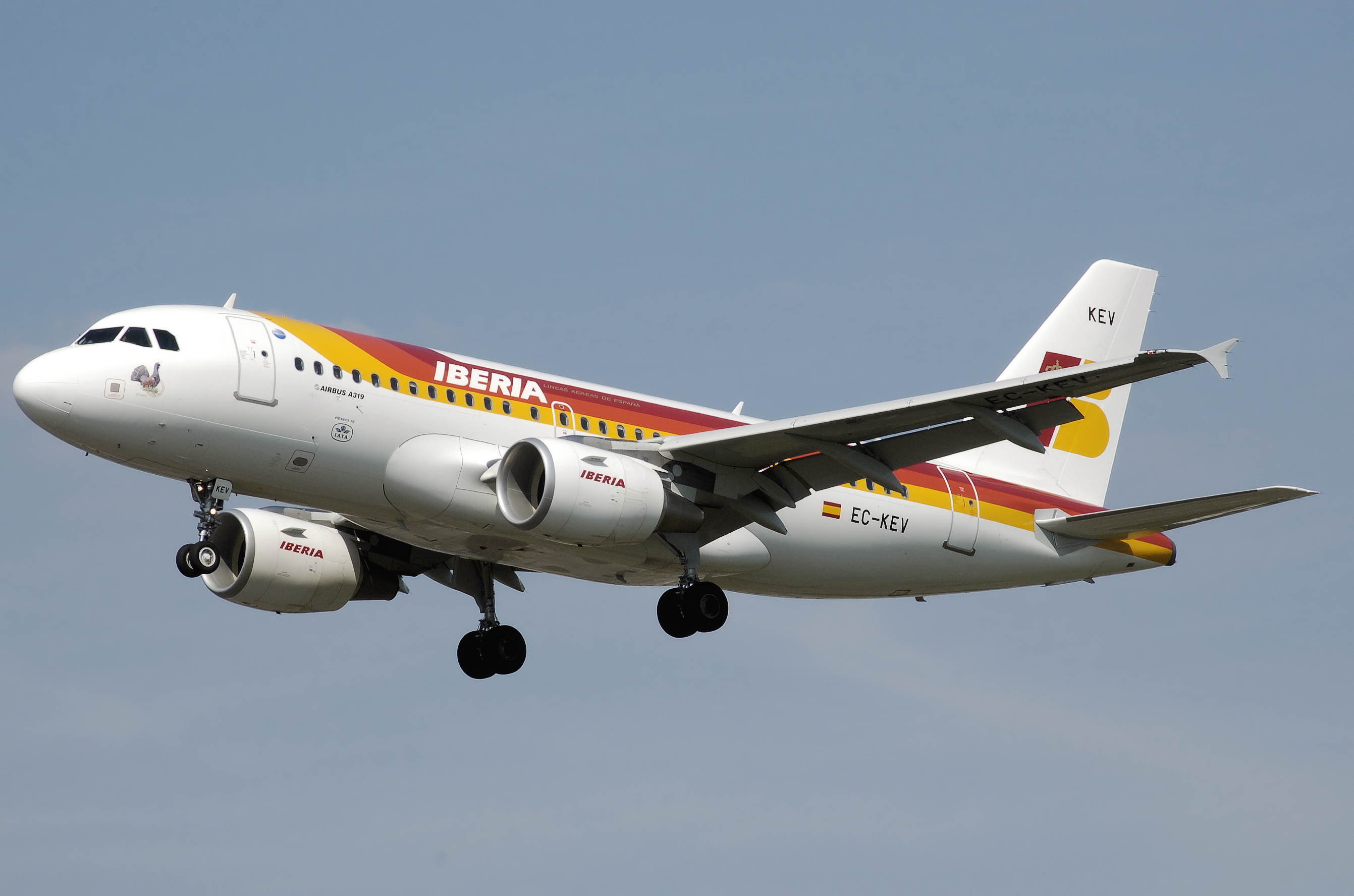
Airbus A319-100
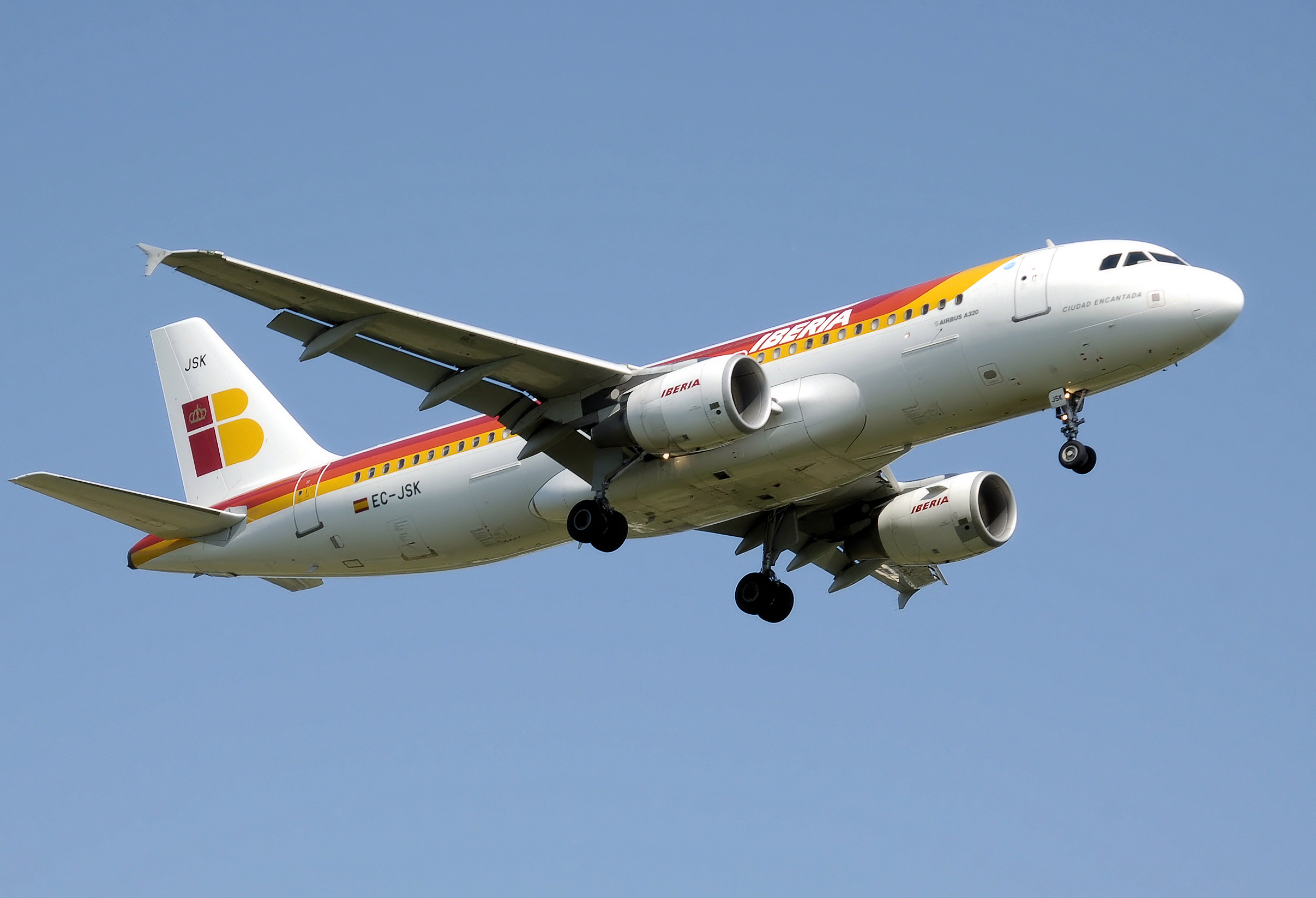
Airbus A320-200
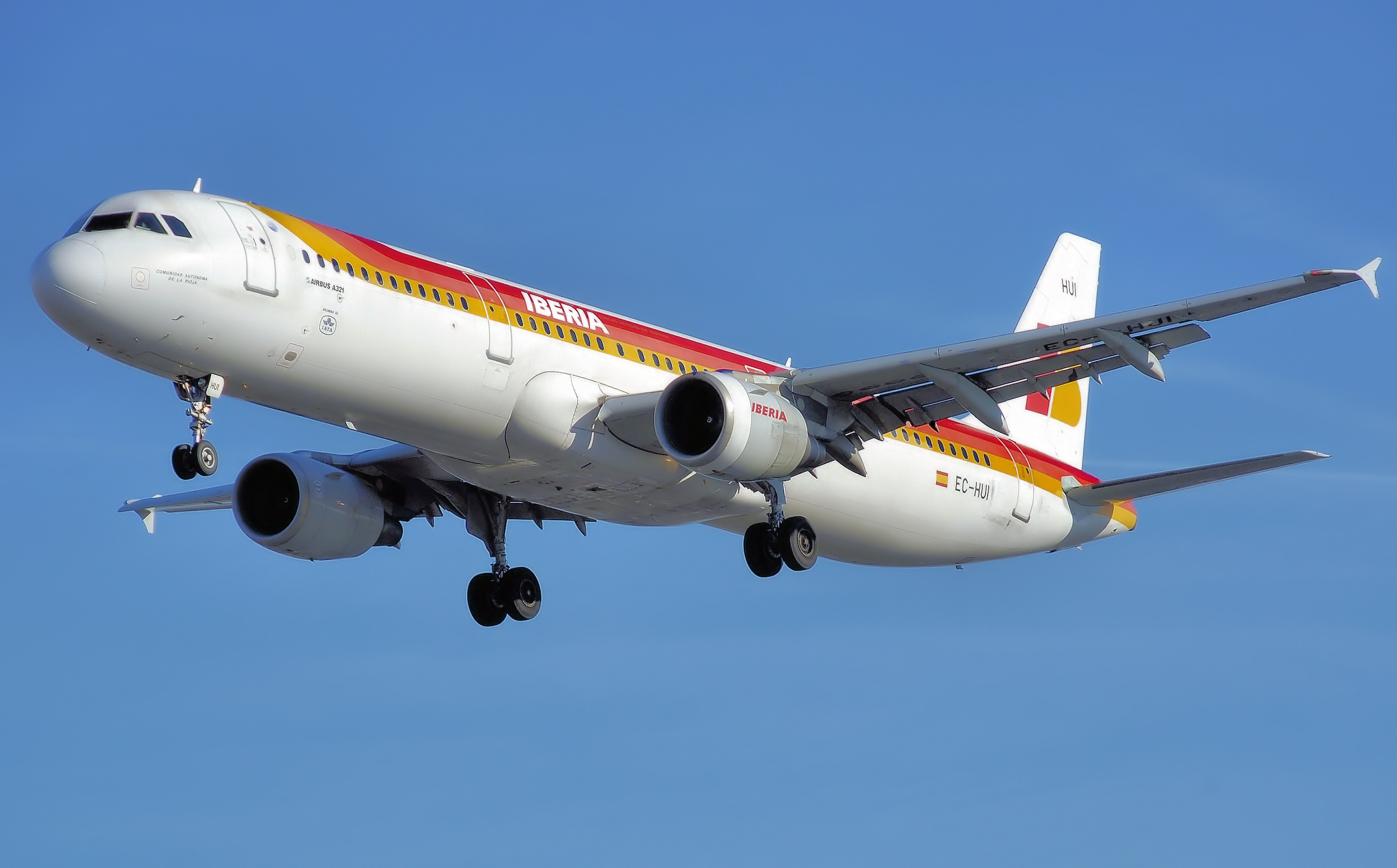
Airbus A321-200
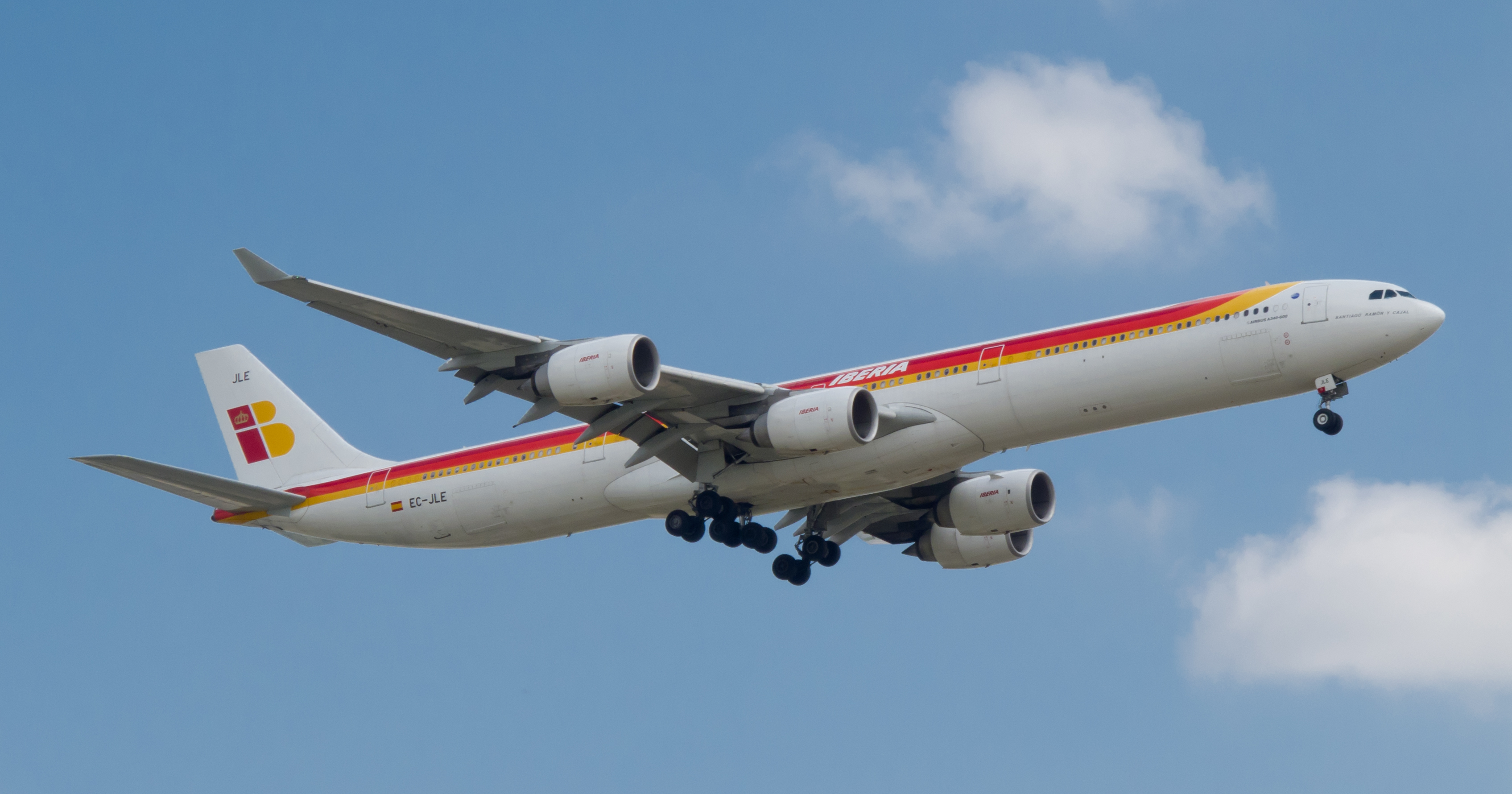
Airbus A340-600
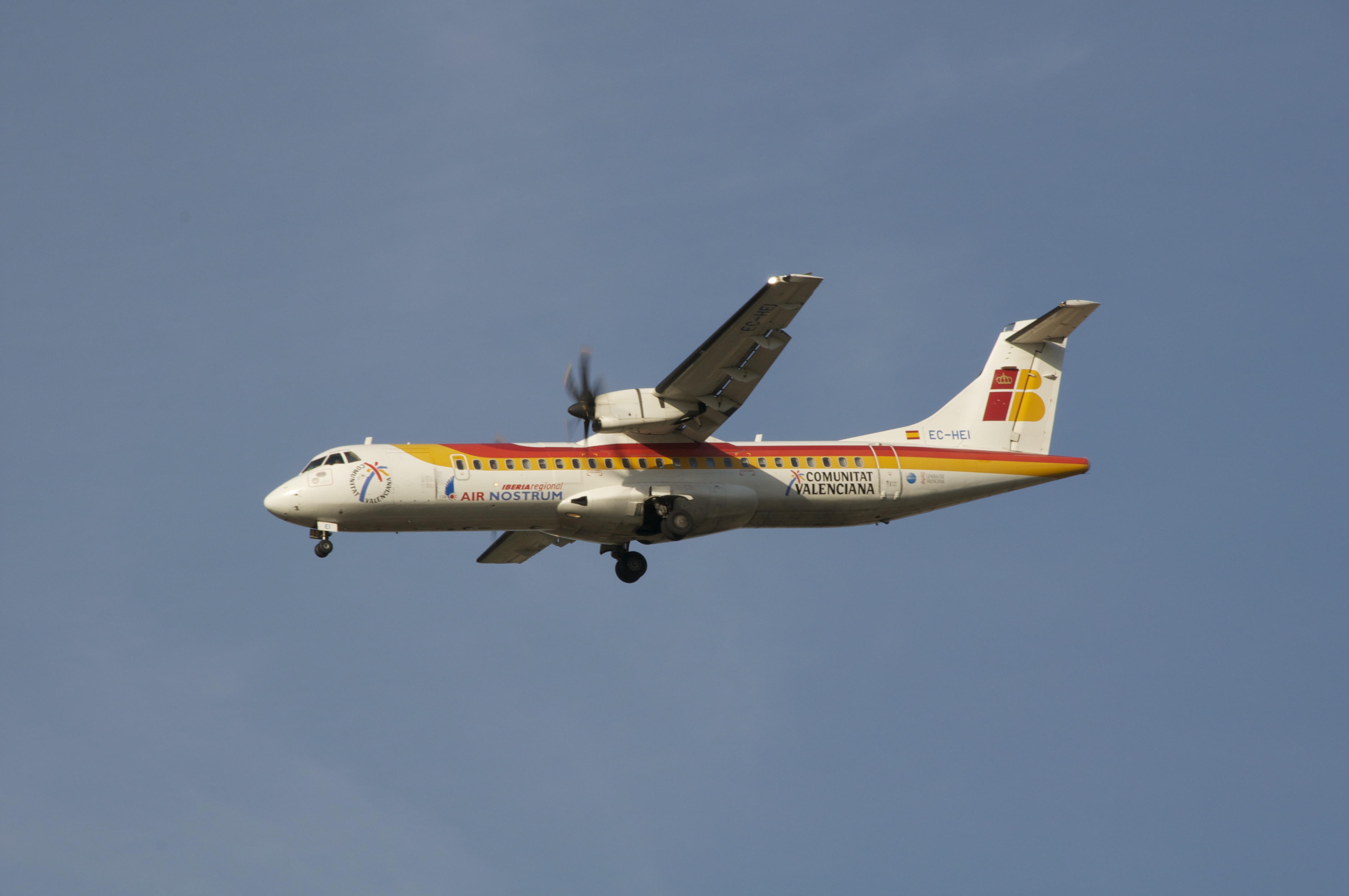
ATR 72-500
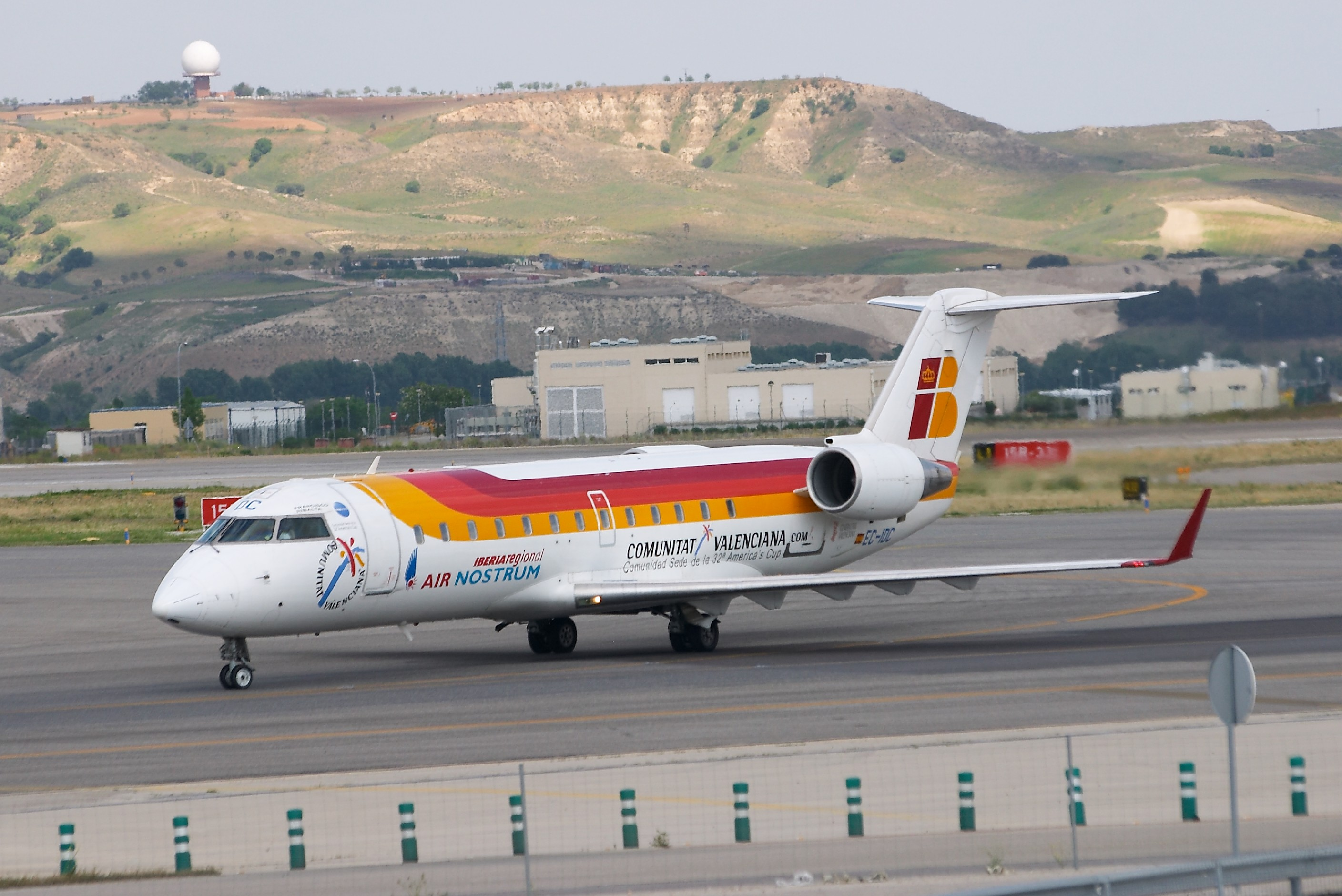
Bombardier CRJ200
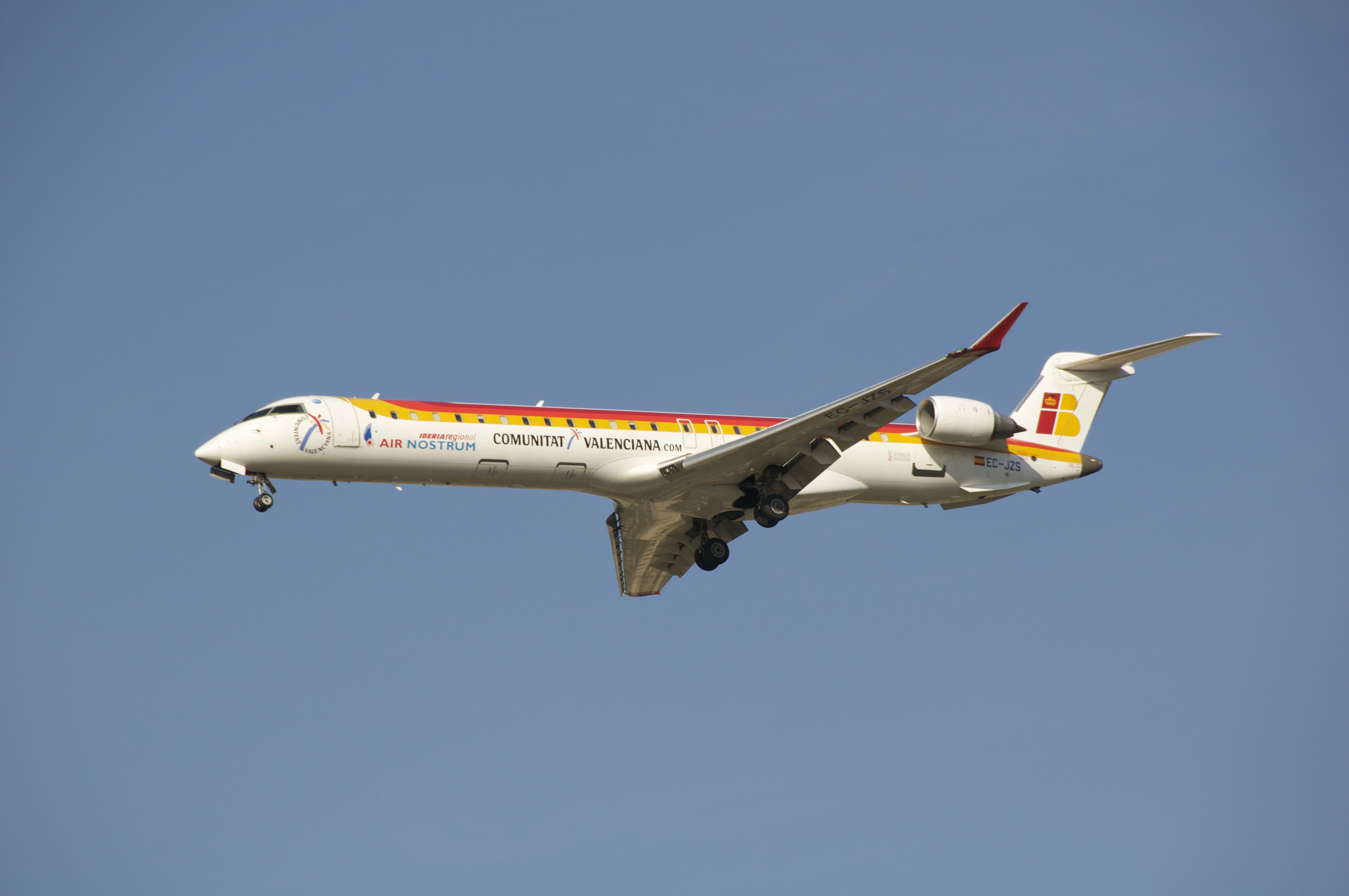
Bombardier CRJ900
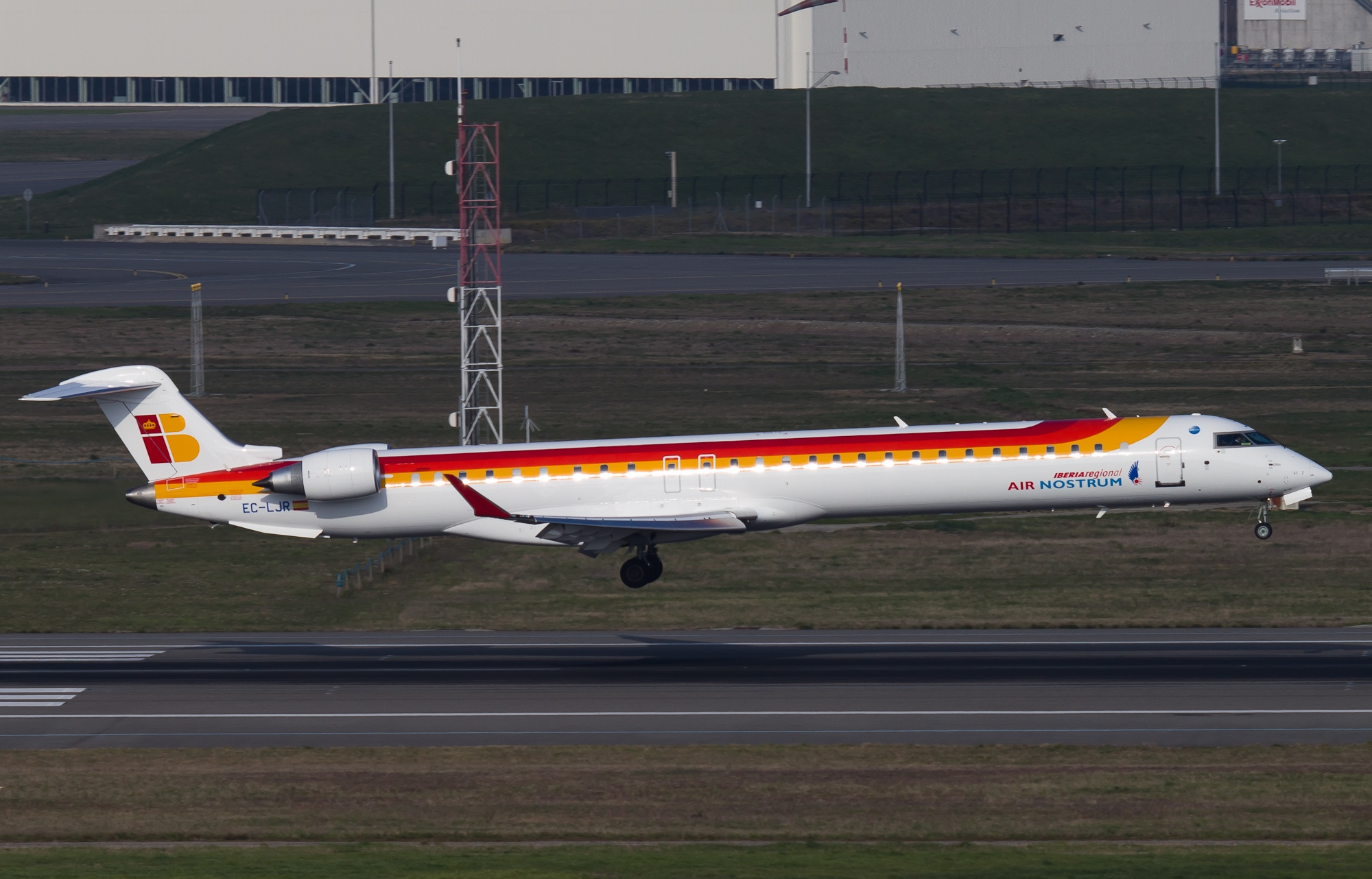
Bombardier CRJ1000